# Lev Davidovič Konstantinovskij
Lev Davidovič Konstantinovskij (in russo Лев Давидович Константиновский?; 12 agosto 1907 – 1978) è stato un regista cinematografico russo.

## Filmografia (parziale)

### Regista
- Lo sportivo senza famiglia (1926)